# Un couple déménage
Pour plus de détails, voir Fiche technique et Distribution.
Un couple déménage (引越し夫婦, Hikkoshi fūfu) est un film japonais muet réalisé par Yasujirō Ozu et sorti en 1928.
Le film et son scénario sont considérés comme perdus.

## Synopsis
Une comédie au sujet d'un couple qui ne tient pas en place et déménage souvent.

## Fiche technique
- Titre original : 引越し夫婦 (Hikkoshi fūfu?)[2]
- Titre français : Un couple déménage
- Réalisation : Yasujirō Ozu
- Scénario : Akira Fushimi d'après un sujet d'Ippei Kikuchi
- Photographie : Hideo Shigehara
- Société de production : Shōchiku
- Pays d'origine :  Empire du Japon
- Format : noir et blanc — 1,33:1 — 35 mm — muet
- Genre : comédie
- Durée : 41 minutes[2] (métrage : trois bobines - 1 116 m[3])
- Date de sortie :
  - Empire du Japon : 28 septembre 1928[3]

## Distribution
- Atsushi Watanabe : Eikichi Fukuoka
- Mitsuko Yoshikawa : Chiyoko, sa femme
- Ichizō Nakagawa : Seiichi, leur fils
- Ikkō Ōkuni (ja) : le propriétaire
- Tomoko Naniwa (ja) : Haruko, la fille du pharmacien
- Kenji Ōyama : Hattori

## Autour du film
Yasujirō Ozu était satisfait de son travail sur ce film, mais il n'en réalisa pas le montage et fut finalement déçu du résultat final.